# Wojciech Dąbrowski (piosenkarz)
Wojciech Konrad Dąbrowski (ur. 19 lutego 1945 w Krakowie) – polski piosenkarz, konferansjer, satyryk, autor tekstów piosenek i muzyki, dziennikarz, popularyzator dawnej piosenki, organizator i dyrektor artystyczny Ogólnopolskiego Festiwalu Piosenki Retro  im. Mieczysława Fogga, działacz harcerski i nauczyciel.

## Życiorys
Syn architekta Edmunda Dąbrowskiego i aktorki Wandy z domu Kruszewskiej – wykładowczyni Państwowej Wyższej Szkoły Teatralnej w Krakowie.
Absolwent XI LO im. Marii Dąbrowskiej w Krakowie, gdzie uczęszczał w latach 1958–1962. Ukończył Studium Nauczycielskie w Krakowie, a następnie studia na Wydziale Matematyki Wyższej Szkoły Pedagogicznej im. Komisji Edukacji Narodowej w Krakowie, uzyskując tytuł magistra matematyki.
Był wieloletnim nauczycielem matematyki w szkołach licealnych Krakowa i Warszawy:
- 1965–1971 – nauczyciel w SP nr 16 im. Jana Śniadeckiego w Krakowie,
- 1971–1974 – nauczyciel w VI LO im. Adama Mickiewicza w Krakowie,
- 1974–1979 – nauczyciel w XV LO im. Narcyzy Żmichowskiej w Warszawie,
- 1979–1983 – dyrektor Zespołu Szkół Ogólnokształcących nr 8 w Warszawie,
- 1991–1993 – nauczyciel w 4 SLO im. Juliusza Słowackiego w Krakowie,
- 1993–1994 – nauczyciel w 47 NLO Fundacji Primus w Warszawie,
- 1994–1997 – dyrektor Prywatnego LO nr 51 im. Hipolita Wawelberga w Warszawie,
- 1997–2004 – nauczyciel w XLIX LO im. Johanna Wolfganga Goethego w Warszawie,
- 2004–2011 – nauczyciel w 61 NLO im. Stefana Kisielewskiego w Warszawie,
- od 2011 – nauczyciel XVII LO im. Frycza Modrzewskiego w Warszawie,
- 2013–2014 – nauczyciel w ZS im. Michała Konarskiego nr 26 w Warszawie,
- od 2019 – nauczyciel matematyki w Liceum Niepublicznym Ogólnokształcącym Nr 6 Fundacji Edukacyjnej Varsovia w Warszawie.

W latach 1972–1974 był także asystentem w Zakładzie Dydaktyki Matematyki WSP w Krakowie, w latach 1983–1987 zastępcą kierownika Działu Programów dla Szkół i Nauczycieli w Komitecie do spraw RiTV, a w latach 1989–1991 – instruktorem w Krakowskim Towarzystwie Przyjaciół Nauk i Sztuk.

## Działalność harcerska
Od 1958 członek ZHP. Harcmistrz i instruktor harcerski, piastował między innymi funkcję komendanta Staromiejskiego Hufca ZHP Wawel w Krakowie od 1967 do 1972. W latach 1974–1979 był kierownikiem wydziału w Głównej Kwaterze ZHP w Warszawie.

## Działalność artystyczna i estradowa
Wojciech Dąbrowski udziela się jako piosenkarz, konferansjer, a także autor tekstów piosenek, wierszy i muzyki. Jest członkiem Związku Polskich Autorów i Kompozytorów (ZAKR).
W 1996 został laureatem telewizyjnej Szansy na sukces.
Organizator i dyrektor artystyczny powstałego w 2004 Ogólnopolskiego Festiwalu Piosenki Retro im. Mieczysława Fogga odbywającego się pod honorowym patronatem Ministra Kultury i Dziedzictwa Narodowego.
Od 2008 Wojciech Dąbrowski jest także członkiem Rady Programowej Muzeum Polskiej Piosenki w Opolu. Organizuje cykliczne spotkania z piosenką, najpierw w latach 2000–2007 w Natolińskim Ośrodku Kultury w Warszawie, a do 2001 także w Nowohuckim Centrum Kultury w Krakowie.

## Praca dziennikarska
W czasie swojej pracy dziennikarskiej Wojciech Dąbrowski współpracował z czasopismami Drużyna, Motywy, Na Przełaj, Razem (członek Rady Redakcyjnej), Głos Nauczycielski, Głos-Tygodnik Nowohucki, Pasmo, Passa, Południe i Sąsiedzi gdzie od 2010 piastuje funkcję  zastępcy redaktora naczelnego.

## Publikacje
- Życiorys zapisany piosenką i wierszem (Kraków; 1995)
  - Podręcznik szkolny do matematyki:
- Nauka myślenia czyli 100 lekcji matematyki. T. 1, Podstawy matematyki ("Kwantum", Cop; Warszawa; 2000; ISBN 83-909380-3-0)
  - Zbiór utworów:
- MKWD (Muzyczny Kabaret Wojtka Dąbrowskiego) : 5 lat w Unii – dobra passa : 2004–2009 : teksty drukowane w tygodniku Passa i prezentowane podczas Giełd Satyry Politycznej (OAK Group; Warszawa; 2009; ISBN 978-83-929563-0-3)

## Książka mówiona(lektor)
- Roland Topor – Cztery róże dla Lucienie (Qes Agency; 2007)
- Karol May – Skarb w srebrnym jeziorze (Qes Agency; 2010)

## Odznaczenia
- Odznaka 1000-lecia Państwa Polskiego (1966)
- Srebrna Odznaka za Pracę Społeczną dla Miasta Krakowa (1969)
- Krzyż „Za Zasługi dla ZHP” (1973)
- Brązowy Krzyż Zasługi (1976)
- Medal Komisji Edukacji Narodowej (1979)
- Zasłużony dla Warszawy (2006)